# Chiesa dei Santi Vito e Modesto (San Vito al Torre)
La chiesa dei Santi Vito e Modesto è la parrocchiale di San Vito al Torre, in provincia di Udine ed arcidiocesi di Gorizia; fa parte del decanato di Visco.

## Storia
Si sa che, nel XV secolo, presso l'originaria chiesa di San Vito, sorgeva il cimitero. La costruzione dell'attuale parrocchiale si protrasse per svariati decenni: i lavori iniziarono prima del 1742 e, a causa della scarsità di denaro (parte dei soldi originariamente destinati a questa chiesa furono impiegati per terminare la coeva parrocchiale di Mariano), poterono essere conclusi solamente nel 1778. La nuova chiesa fu consacrata il 29 maggio 1837 dall'arcivescovo di Gorizia e Gradisca Francesco Saverio Luschin. Nel 1886 venne rifatto il pavimento.

## Interno
Opere di pregio custodite all'interno della chiesa sono l'altare maggiore, realizzato nel XVIII secolo in marmo bianco, sul cui paliotto c'è un bassorilievo dell'Ultima Cena, gli affreschi della navata, raffiguranti i Santi Vito, Modesto, Cecilia, Marco, Giovanni, Matteo e Luca e la Madonna con Bambino, e quelli del presbiterio, i cui soggetti sono l'Eterno Padre e la Crocifissione, tutti opera di inizio novecento del pittore Giulio Justolin, e le pale della Decollazione di San Giovanni Battista, probabilmente dipinta nella seconda metà del Cinquecento da Giacomo Secante, e dell'Incoronazione della Vergine, opera di circa metà Ottocento di Giuseppe Giacomo Battig di Gorizia.